# Nowożytny i współczesny Egipt
Egipt nowożytny – okres w historii Egiptu zapoczątkowany umownie upadkiem państwa mameluków w latach 1517–1521 i trwający do czasów współczesnych. Przez większość tego okresu – aż do połowy XX wieku Egipt nie był niepodległym państwem, a o jego losach decydowały obce mocarstwa: najpierw Turcja, później przede wszystkim Wielka Brytania.

## Egipt mameluków (koniec XVIII wieku – 1808)
Egipt mameluków – obiegowa nazwa państwa egipskiego pod koniec XVIII w., teoretycznie nadal część Imperium Osmańskiego, faktycznie pod całkowitą władzą mameluków – muzułmańskiej arystokracji wojskowej.

### Okres napoleoński (1798–1801)

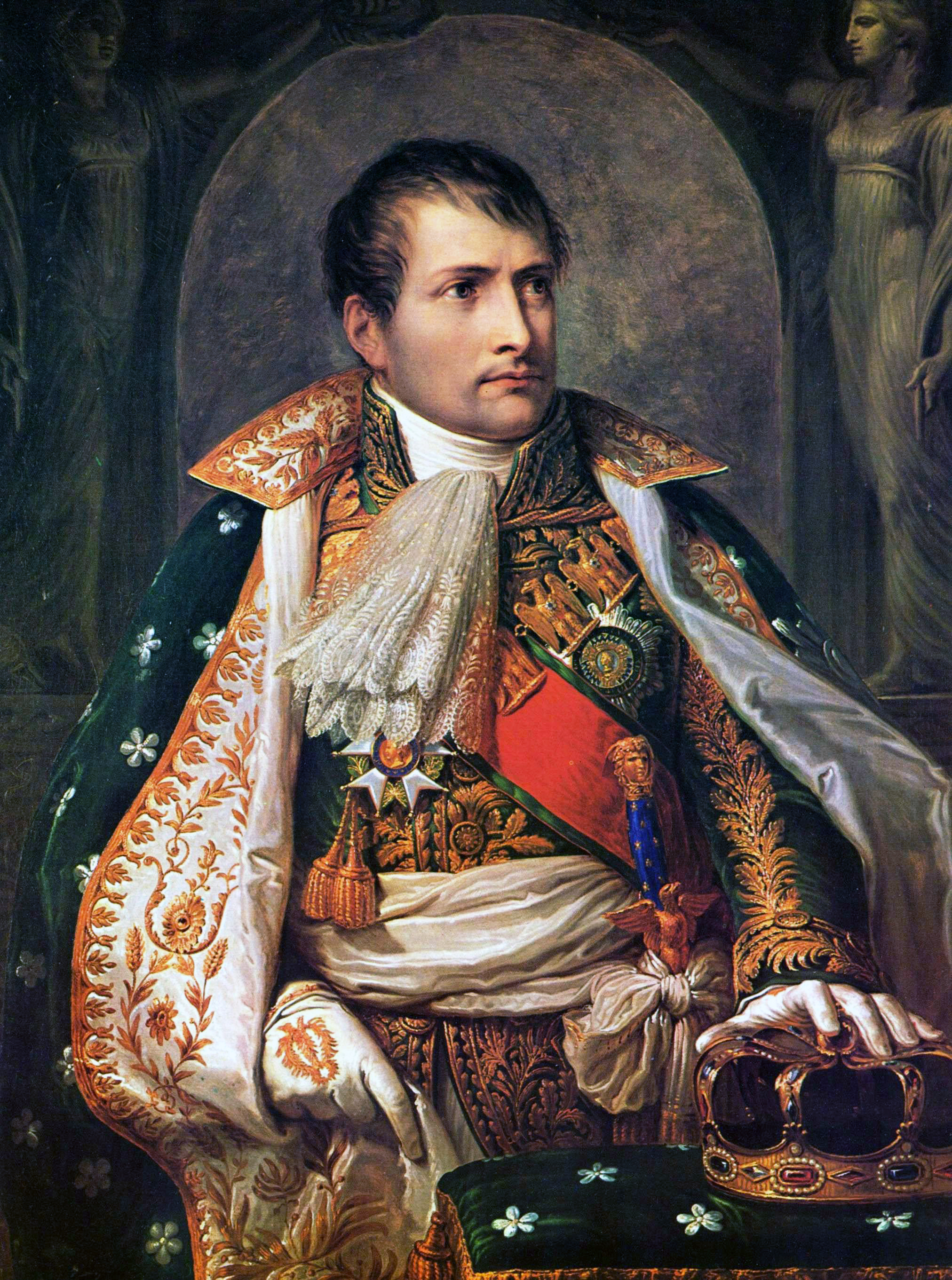
Portret Napoleona pędzla Andrea Appiani

Po 1797 r. trwała jeszcze wojna Francji z Monarchią Brytyjską, jako ostatnim państwem z I koalicji antyfrancuskiej, zawiązanej w 1793 r. przeciwko wydarzeniom rewolucyjnym we Francji. By ją zmusić do zakończenia wojny, Napoleon Bonaparte zaproponował podbicie Indii – perły Korony Brytyjskiej. Okazało się jednak, że Francja nie jest w stanie prowadzić tak dalekosiężnych działań. Napoleon ruszył więc na Egipt mameluków, mający być przyszłą bazą wypadową pod inwazję na Indie. Wyprawa egipska doszła do skutku w maju 1798 r. Wzięło w niej udział 38 tysięcy marynarzy i żołnierzy oraz 175 uczonych i artystów, którzy mieli badać kulturę i historię Egiptu. Ci wybitni twórcy francuscy utworzyli Instytut Egipski.
Po sukcesach, sprowadzających się do zajęcia Malty i Dolnego Egiptu z Aleksandrią i Kairem, wojska ekspedycyjne spotykały same niepowodzenia: upiorny klimat, choroby tropikalne, zniszczenie floty francuskiej przez eskadrę angielskich okrętów admirała Nelsona u ujścia Nilu (mylnie zwana przez historię bitwą pod Abukirem), powstanie ludności w Kairze, ingerencja wojsk tureckich, zajęcie Malty przez Anglików. Ostatecznie Francuzi zmuszeni zostali przez siły turecko-angielskie do kapitulacji w 1801 r. Ekspedycja egipska Napoleona udała się więc tylko w swej części naukowo-badawczej. Między innymi znalezienie wówczas w czasie wykopalisk tzw. „kamienia z Rosetty”, to jest płyty z wyrytymi napisami greckimi i hieroglificznymi, pozwoliło na odczytanie w 1822 r. hieroglifów egipskich.
Po początkowych zwycięstwach francuskich w Egipcie Napoleon, nie czekając na ostateczne zakończenie kampanii, powrócił do Francji. Za dotychczasowe wielkie zasługi wojenne Dyrektoriat mianował go dowódcą wojskowym Paryża. Wykorzystał to niezwłocznie, inicjując w dniu 9 listopada (18 brumaire'a) 1799 r. zakończony nazajutrz wojskowy zamach stanu. W jego wyniku Dyrektoriat został obalony, a władza w państwie przeszła w ręce Napoleona Bonapartego jako pierwszego konsula. Zgodnie z nową konstytucją roku VIII miał ją sprawować przez dziesięć lat.

## Okres brytyjski – Sułtanat (1914–1922)
Sułtanat Egiptu – to państwo arabskie powstałe w wyniku ogłoszenia Egiptu protektoratem brytyjskim 5 sierpnia 1914.
W okresie I wojny światowej na terytorium Egiptu i tureckiej Palestyny miała miejsce kampania przeciw Imperium Osmańskiemu.
Stan z 1914 utrzymywał się do 28 lutego 1922, gdy Egipt oficjalnie ogłosił niepodległość od Wielkiej Brytanii. Panujący wówczas już 5 lat drugi sułtan Egiptu (brat Husajna Kāmila) został pierwszym nowożytnym królem Egiptu.

## Królestwo Egiptu (1922–1953)

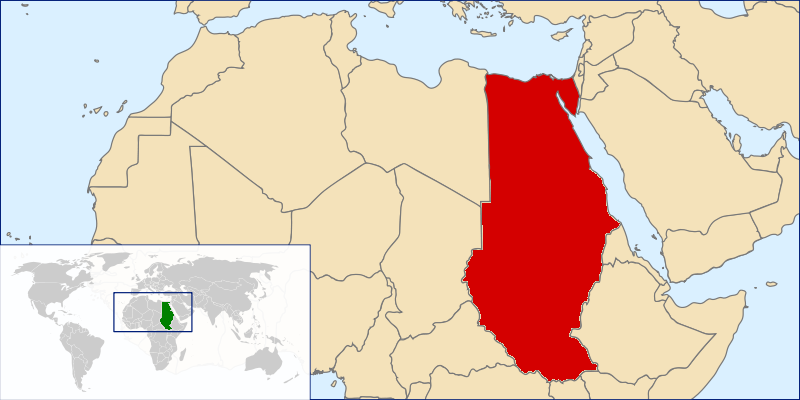
Terytorium Królestwa Egiptu

### Okres międzywojenny
28 lutego 1922 Egipt oficjalnie ogłosił niepodległość od Wielkiej Brytanii. Panujący wówczas już 5 lat Fu’ad I został pierwszym nowożytnym królem Egiptu. Mimo formalnej niepodległości Egipt nadal znajdował się w strefie wpływów brytyjskich.
W latach 20. przewagę zdobyła partia Wafd, która zmieniała się władzą z liberalnymi konstytucjonalistami. Premierem z ramienia tej partii kilkukrotnie został Mustafa an-Nahhas. W 1929 Wafd odniósł po raz kolejny wyraźne zwycięstwo wyborcze, a przewodniczący partii został po raz drugi premierem. Od początku deklarował, iż będzie przeciwstawiał się królowi i bronił konstytucyjnego porządku. Rozpoczął również modernizację kraju, organizując kairską giełdę, reformę taryfy celnej, rozpoczął wdrażanie reformy rolnej i tworzenie prawa pracy. Najważniejszym jednak zadaniem jego gabinetu było podjęcie na nowo rozmów z Brytyjczykami w sprawie wzajemnych stosunków. Początkowo toczyły się one pomyślnie, ostatecznie jednak negocjacje zawieszono z powodu różnych stanowisk w sprawie Sudanu. Nieuzgodnienie nowego traktatu było kolejną polityczną porażką an-Nahhasa. W tym samym czasie, pod wpływem światowego kryzysu, pogorszyła się sytuacja gospodarcza Egiptu. Sytuację wykorzystała Partia Liberalno-Konstytucyjna, apelując do króla o przejęcie politycznej inicjatywy. Fu’ad rozwiązał parlament i mianował nowym premierem wywodzącego się z niej Ismaila Sidkiego, oczekując, że jego rząd przygotuje grunt pod autorytarne rządy samego monarchy.
Sidki by uchodzić za polityka niezależnego wystąpił z partii po objęciu stanowiska. Jedną z jego pierwszych decyzji było rozwiązanie parlamentu, co doprowadziło do ostrego konfliktu z nim samym (przewodniczący parlamentu Wisa Wasif odmówił odczytania dekretu premiera jako niekonstytucyjnego), a następnie do wybuchu zamieszek w miastach i na wsiach. Po stronie rządu pozostała jedynie grupa przekupionych deputowanych. Premier stłumił protesty, nakładając na zwolenników Wafdu na wsi wysokie grzywny i rozpędzając manifestacje. 27 października 1930 premier ogłosił nową konstytucję, znacząco poszerzającą uprawnienia króla i rządu. Spotkała się ona z gwałtowną krytyką prasy i partii opozycyjnych. Rozpoczęła się kampania wyborcza do nowego parlamentu, w czasie której zabroniono zgromadzeń, a wystąpienia polityków opozycyjnych były niemalże uniemożliwiane. Ostatecznie Partia Liberalno-Konstytucyjna i Wafd zbojkotowały elekcję i zwycięstwo odniosła nowa partia rządowa, powołany przez Sidkiego Lud. Działalność organizacji politycznych nieprzychylnych rządowi maksymalnie ograniczono, Sidki konsolidował swoją władzę za pomocą represji. Z czasem otwarcie zaczął dążyć do skupienia pełni kontroli nad krajem we własnych rękach. Usunął z rządu Alego Mahira (według innych źródeł minister sprawiedliwości Mahir sam podał się do dymisji, protestując przeciwko łamaniu prawa. Z coraz większą niechęcią poczynania Sidkiego obserwował także król, który ostatecznie zdymisjonował Sidkiego we wrześniu 1933.
Wafd powrócił do władzy gdy wygrał wybory w 1936. Premierem został ponownie an-Nahhasa W tym czasie tron objął Faruk I, w imieniu którego obowiązki monarchy wypełniała rada regencyjna. Sytuacja taka umożliwiła  wprowadzenie szeroko zakrojonego programu reform, ogłoszenie amnestii dla uczestników protestów politycznych po 1930 oraz ogłoszeniu bonifikaty 20% na wszystkie pożyczki udzielone ubogim rolnikom. Premier kontynuował również rozmowy z Brytyjczykami, które zakończyły się podpisaniem traktatu egipsko-brytyjskiego. Gwarantował on stopniowe wycofanie wojsk brytyjskich z Egiptu w ciągu dziesięciu lat, likwidację garnizonu w Kairze (przy zachowaniu oddziałów brytyjskich na Kanale Sueskim i w Aleksandrii), jak również przywrócenie brytyjsko-egipskiego kondominium w Sudanie. Po podpisaniu traktatu Egipt w 1937 wszedł do Ligi Narodów, co de facto czyniło kraj całkowicie niezależnym państwem. Wpływy brytyjskie pozostawały jednak w kraju silne, toteż traktat stał się przedmiotem kontrowersji, także w samym Wafdzie. 28 listopada 1937 nieudanego zamachu na an-Nahhasa dokonał członek paramilitarnego oddziału związanego z partią Młody Egipt. W końcu tego samego roku król Faruk zdymisjonował rząd an-Nahhasa.
Pod koniec lat 30. premierem został Muhammad Mahmud szybko zastąpiony przez Ali Mahira.

### Okres powojenny
Po zakończeniu II wojny światowej relacje egipsko-brytyjskie ponownie stały się tak trudne, jak w okresie międzywojennym. Co prawda podstawą bilateralnych stosunków był układ z 1936, korzystniejszy od wydanej przez Wielką Brytanię w 1922 deklaracji niepodległości, jednak Królestwo Egiptu pozostawało państwem zależnym. Brak kompetencji egipskich elit politycznych i związany z nią brak pełnej suwerenności przyczyniały się do powstawania nastrojów antyrządowych. Dodatkowym czynnikiem generującym napięcie społeczne były rażące dysproporcje majątkowe między wąską warstwą najzamożniejszych posiadaczy ziemskich (w 1952 4 tys. rodzin – 1% mieszkańców kraju – było właścicielami 70% ziemi ornej) a resztą społeczeństwa. Po II wojnie światowej proces koncentracji własności gruntów narastał. Rządząca partia Wafd, podobnie zresztą jak pozostałe ugrupowania, była związana z posiadaczami i dlatego nie podejmowała żadnych kroków na rzecz poprawy sytuacji ubogiego chłopstwa. Niepopularny w społeczeństwie był król Faruk I powszechnie obarczany winą za klęskę w wojnie izraelsko-arabskiej. Rodzina królewska także posiadała znaczny majątek ziemski, a wystawny styl życia władcy raził ubogich Egipcjan. Nastroje opozycyjne były silne zwłaszcza w Kairze i Aleksandrii, wśród żyjącej w skrajnym ubóstwie biedoty oraz studentów miejscowych uniwersytetów.
Coraz popularniejsze stawały się organizacje o radykalnym programie. Do końca lat 40. pół miliona członków zgromadziło Stowarzyszenie Braci Muzułmanów, odwołujące się do islamu, haseł antykolonialnych, krytykujące króla za klęskę w wojnie z Izraelem i domagające się państwowego wsparcia dla ubogich. Stowarzyszenie od 1937 posiadało własne formacje paramilitarne (Bataliony Stronników Boga), które dokonywały ataków na państwowych urzędników o szczególnie probrytyjskim lub negatywnym wobec organizacji nastawieniu, jak również na egipską społeczność żydowską. Władze zwalczały bractwo; w 1948 zostało ono zdelegalizowane, a setki jego członków znalazły się w więzieniach. Kilka miesięcy później premier Mahmud Fahni an- Nukraszi został zamordowany przez członka bractwa. Odpowiedzią była nowa fala aresztowań, jak również zabójstwo założyciela stowarzyszenia Hassana al-Banny. W 1949 roku z kolei powstał opozycyjny ruch Wolnych Oficerów.
W 1951 rząd egipski wypowiedział układ z Wielką Brytanią z 1936. Krok ten z jednej strony został przychylnie przyjęty przez społeczeństwo, z drugiej zaś zachęcił radykalne organizacje do nowych wystąpień antybrytyjskich. Jednostki brytyjskie stacjonujące nad Kanałem Sueskim stały się przedmiotem ataków. 26 stycznia 1952 w Kairze miała miejsce masowa demonstracja, w czasie której domagano się odejścia dotychczasowych elit z powodu ich moralnego upadku i zarzucenia zasad islamu. Wydarzenie to, określane następnie jako czarna sobota, było sygnałem pogarszania się sytuacji społecznej. Kolejne rządy (od stycznia do lipca 1952 rząd zmieniał się czterokrotnie) nie były w stanie jej uspokoić
Omawiana powyżej sytuacja w kraju doprowadziła do wybuchu rewolucji w 1952 (tzw. rewolucja Wolnych Oficerów). Był to przewrót wojskowy przeprowadzony w Kairze 23 lipca 1952 przez tajne ugrupowanie Wolnych Oficerów, jak również rewolucja społeczna, jaka po nim nastąpiła.
Wystąpienie wojskowych obaliło skompromitowaną i niepopularną monarchię króla Faruka I, a władza przeszła w ręce Rady Rewolucyjnych Dowódców. Przeprowadzili oni reformę rolną, która zlikwidowała w Egipcie wielką własność ziemską, doprowadzili do utraty politycznych wpływów przez dominującą dotąd w życiu politycznym warstwę ziemiańską i wprowadzili państwową kontrolę gospodarki, do 1956 jednak dość ograniczoną. Zawieszona została egipska konstytucja, a partie polityczne zdelegalizowane. Szczególnym represjom poddano organizacje skrajnej lewicy i prawicy: egipskich komunistów oraz Braci Muzułmańskich. Do znaczących zmian doszło w egipskiej polityce zagranicznej. Dążąc do dominacji w świecie arabskim i rywalizując o nią z Irakiem, pozostał w napiętych stosunkach z Izraelem, przyjął orientację proradziecką i pomoc wojskową ZSRR.
W rezultacie walki o władzę w obozie zwycięskich oficerów władzę autorytarną zdobył w kraju najbardziej popularny z przywódców wojskowych – Gamal Abdel Naser.

## Arabska Republika Egiptu

### Kształtowanie się republiki

Zjednoczona Republika Arabska

Terytorium współczesnego Egiptu

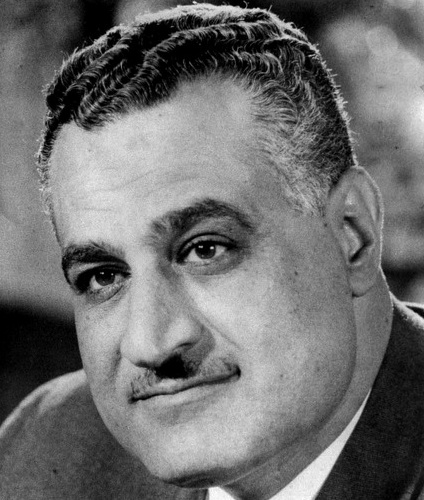
Gamal Abdel Naser

18 czerwca 1953 Rada Regencyjna została rozwiązana, a Egipt stał się republiką. Jej pierwszym prezydentem został Muhammad Nadżib, który równocześnie pozostał premierem i przewodniczącym Rady Rewolucyjnych Dowódców, odszedł natomiast z ministerstwa obrony i zrezygnował ze stanowiska naczelnego dowódcy. Obydwa stanowiska zajęli oficerowie blisko związani z wicepremierem (i ministrem spraw wewnętrznych) Naserem: Abd el-Latif al-Baghdadi oraz Abd al-Hakim Amir. Wpisywało się to w narastającą rywalizację między Nagibem i Naserem. Prezydent sprzeciwiał się represjom wobec Braci Muzułmanów oraz wobec komunistów, był popierany przez część oficerów, którzy pamiętali jego postawę po aresztowaniach zwolenników skrajnej lewicy w sierpniu 1952. Opowiadał się za wprowadzeniu demokratycznych zasad rządów i za uchwaleniem nowej konstytucji. W Radzie Rewolucyjnych Dowódców większe poparcie miał jednak Naser. 23 lutego 1954 Rada zmusiła prezydenta do ustąpienia i osadziła go w areszcie domowym, z kroku tego musiała się jednak wycofać cztery dni później, gdyż Nagib nadal cieszył się znaczną popularnością w wojsku. 25 lutego został ponownie prezydentem, podczas gdy urząd premiera powierzono na trzy miesiące Chaledowi Muhjiemu ad-Dinowi. Po kolejnej próbie aresztowania Nagiba na ulicach Kairu wybuchły masowe demonstracje, zaś premier 27 lutego wyprowadził na ulice wojska pancerne, w których posiadał znaczne wpływy. Naser objął stanowisko premiera, musiał jednak zgodzić się, by prezydentem pozostał Nagib.
Rywalizacja Nasera i Nagiba pociągnęła za sobą dalsze uderzenia w Braci Muzułmanów, którzy poparli prezydenta. 11 stycznia 1954 Stowarzyszenie zorganizowało w Kairze demonstrację studencką. Dwa dni później Rada Rewolucyjnych Dowódców zdelegalizowała organizację i aresztowała 450 osób, przeprowadziła również wymierzoną w nią kampanię propagandową. Stowarzyszenie nie zaprzestało całkowicie działalności. Wystąpiło po stronie Nagiba w czasie demonstracji w końcu lutego 1954, co pociągnęło za sobą kolejne aresztowania islamskich działaczy. Analogiczne kroki represyjne zostały podjęte w odniesieniu do komunistów, polityków Wafd i Młodego Egiptu. Swoje wpływy w wojsku, związkach zawodowych, mediach i służbach bezpieczeństwa, jak również wśród młodzieży umocnił Naser. Również dyplomacja amerykańska sceptycznie odnosiła się do postawy Nagiba, który w ocenie Amerykanów pozostawał pod szkodliwym wpływem komunistów – za pośrednictwem Muhjego ad-Dina.
5 marca 1954 Rada Rewolucyjnych Dowódców ogłosiła porozumienie z prezydentem, zapowiedziała ponowne wprowadzenie pełni swobód demokratycznych, uwolnienie więźniów politycznych i zapewnienie partiom swobody działania. Opowiedziała się także za zwołaniem zgromadzenia konstytucyjnego i uchwaleniem nowej ustawy zasadniczej. Rada pozostawiła urzędy prezydenta i premiera w rękach Nagiba. Sukces prezydenta był jednak pozorny, gdyż to jego rywal Naser dysponował już większymi wpływami. Sytuacja w kraju pozostawała niestabilna. Od 19 marca w miastach egipskich trwały zamieszki. 25 marca Rada Rewolucyjnych Dowódców zapowiedziała swoje samorozwiązanie i potwierdziła zamiar ponownej legalizacji partii politycznych. Dwa dni później zwolennicy Nasera wyszli na ulice pod hasłem „Nie dla partii i parlamentu, Gamal nie abdykuj!”. Pod ich naciskiem 30 marca Rada wycofała się ze swoich wcześniejszych decyzji i oznajmiła, że będzie zarządzać krajem aż do wycofania się z Egiptu ostatnich sił brytyjskich. Pozbawiła również Nagiba wszystkich stanowisk poza urzędem prezydenckim, który nie dawał mu żadnej faktycznej władzy.
W 1954 roku miała miejsce tzw. afera Lawona - szpiedzy izraelscy podłożyli bomby pod szereg budynków należących do USA i Wielkiej Brytanii. Rząd Izraela dokonał zamachów mając nadzieję, że winą za eksplozje zostanie obarczone Bractwo Muzułmańskie, komuniści, lub nacjonaliści
Zwolennicy Nasera w tym samym czasie doprowadzili do aresztowania niechętnych mu wydawców, dziennikarzy i wykładowców uczelni wyższych, formalnie posługiwano się hasłem walki z korupcją.  14 kwietnia 1954 wszystkie osoby piastujące stanowiska państwowe przed 23 lipca 1952 otrzymały zakaz działalności publicznej. Trzy dni później Naser został ponownie premierem. Podpisanie przez Nasera układu z Wielką Brytanią w październiku 1954 sprawiło, że Bracia Muzułmanie uznali go za zdrajcę Arabów. Sekcja Specjalna organizacji rozpoczęła przygotowania do jego zgładzenia, na co przyzwolił kierujący Stowarzyszeniem Hudajbi. Do próby zamachu doszło w czasie wiecu w Aleksandrii 26 października 1954, gdy Naser przemawiał do dziesięciotysięcznego tłumu. Zamachowiec, Mahmud Abd al-Latif, ośmiokrotnie niecelnie wystrzelił do premiera, po czym został schwytany.
Konsekwencją nieudanego zamachu była kolejna fala aresztowań działaczy muzułmańskich. Wpływy Braci Muzułmanów zostały ostatecznie złamane, struktura organizacji zniszczona. W czasie procesu wykryto również kontakty między stowarzyszeniem a Nagibem, który trafił do aresztu domowego. Walka o władzę w Egipcie zakończyła się całkowitym sukcesem Nasera, który uzyskał ogromną popularność w społeczeństwie, a zatem faktycznie objął rządy dyktatorskie (autorytarne).

### Rządy Nasera
Usunięcie Nagiba zapewniło Naserowi pełnię władzy w Egipcie, poważniejsze reformy ustrojowe zaczął on wprowadzać dopiero w kwietniu 1955, wcześniej zachowując w polityce gospodarczej kierunek wypracowany po rewolucji 1952 (zachowanie gospodarki wolnorynkowej przy znacznych inwestycjach państwowych w kluczowych sektorach). Dopiero w kwietniu 1955 Naser stwierdził, że celem rewolucji egipskiej jest budowa społeczeństwa socjalistycznego bez podziału na klasy społeczne. Wyrazem przemian w państwie była nowa konstytucja, przyjęta 16 stycznia 1956 i nadająca prezydentowi pełnię władzy w państwie - miał on łączyć stanowiska premiera, głównodowodzącego sił zbrojnych, kierować polityką zagraniczną oraz powoływać i odwoływać ministrów. Kompetencje ustawodawcze pozostawiono w rękach Zgromadzenia Narodowego, wybieranego w wyborach powszechnych (prawo wyborcze obejmowało wszystkich obywateli powyżej 18 roku życia, bez względu na płeć). W tym samym roku Naser uzyskał w wyborach prezydenckich 99,1% głosów.
W polityce zagranicznej Naser głosił program panarabski, z akcentami panislamskimi, nie wyrzekając się zarazem nacjonalizmu egipskiego. Sprzeciwiał się powstaniu Paktu Bagdadzkiego, gdyż prowadził on do nadmiernego wzrostu znaczenia głównego konkurenta Egiptu do przywództwa w świecie arabskim - Iraku. Egipt stał się też jednym z przywódców Ruchu państw niezaangażowanych.
26 lipca 1956 prezydent Egiptu ogłosił nacjonalizację Towarzystwa Kanału Sueskiego, którego akcje należały do Francuzów i Brytyjczyków. Rezultatem był wybuch kryzysu sueskiego - wojny Egiptu z koalicją izraelsko-brytyjsko-francuską. Wojna ta była militarną klęską Egiptu. Jego siły zbrojne mimo przeprowadzanych w poprzednich latach zbrojeń zostały pokonane przez siły izraelskie, a uderzenie brytyjsko-francuskie całkowicie unicestwiło egipskie lotnictwo. Egipt zyskał jednak na forum ONZ poparcie zarówno amerykańskie, jak i radzieckie; Rada Bezpieczeństwa ONZ wypowiedziała się przeciwko zachodnioeuropejskiej interwencji. Zmusiło to Wielką Brytanię i Francję do wycofania swoich wojsk z rejonu kanału sueskiego, także Izrael opuścił terytoria zajęte po 1956 w zamian za wprowadzenie na linię demarkacyjną z Egiptem sił pokojowych ONZ.

## Zjednoczona Republika Arabska (1958-1971)
29 stycznia 1959 powstała krótkotrwała Zjednoczona Republika Arabska, proklamowana po blisko rocznych przygotowaniach. Jednoczyła ona Egipt i Syrię, docelowo jednak miała być jedynie pierwszym krokiem na drodze do jedności Arabów. Jej prezydentem został. W 1961 roku Syria wycofała się z unii, natomiast Egipt zachował nazwę Zjednoczonej Republiki Arabskiej aż do 1971.
W 1967 roku rozegrała się wojna sześciodniowa stoczona pomiędzy Izraelem a Egiptem, Jordanią i Syrią w 1967 roku. W wojnę zaangażowały się także inne arabskie państwa: Irak, Arabia Saudyjska, Kuwejt i Algieria.

## Egipt po 1971

### Okres Sadata
Po śmierci Nasera władzę objął bardziej liberalny, Anwar as-Sadat. Nowy prezydent doprowadził do usunięcia zwolenników lewicy z wyższych uczelni, mediów i egipskiej monopartii. W Egipcie doszło do otwarcia (infitah). Egipt miał otworzyć się na prywatne inwestycje przedsiębiorców krajowych i zagranicznych, a niektóre przedsiębiorstwa znacjonalizowane przez Nasera zamierzano sprywatyzować.
W pierwszej połowie lat 70. XX wieku gospodarka egipska zaczęła rozwijać się szybciej niż w czasach Nasera, jednak wzrost dotyczył przede wszystkim sektora usługowego, a nie przemysłu. Problemem stała się dwudziestoczteroprocentowa inflacja (według innego źródła wynosiła 14%.). W 1974 Egipt wyszedł z ekonomicznej stagnacji cechującej schyłek poprzedniej dekady. Od 1975 do 1981 PKB kraju wzrastało o 8% rocznie, co wynikało także z doskonałej koniunktury międzynarodowej. Wbrew założeniom prezydenta, wdrażanie gospodarki wolnorynkowej doprowadziło do powstania i pogłębiania się nierówności społecznych, w tym wykształcenia się nowej elity najzamożniejszych. Kluczową rolę odgrywali w niej byli wojskowi i oficerowie wywiadu, jak również potomkowie rodzin arystokratycznych, którzy zdołali ocalić za granicą część majątku po rewolucji r. 1952, a po śmierci Nasera wrócili do Egiptu.
W 1973 roku rozegrała się wojna Jom Kipur. Wojna rozpoczęła się w dniu żydowskiego święta Jom Kipur, od zaskakującego uderzenia połączonych sił Egiptu i Syrii. Najechały one półwysep Synaj i Wzgórza Golan, które pozostawały pod kontrolą Izraela od czasu wojny sześciodniowej w 1967 roku. Egipcjanie i Syryjczycy posuwali się naprzód przez pierwsze 2-3 dni, później jednak szala przechyliła się na korzyść Izraela. Syryjczycy zostali wyparci z całego terytorium Wzgórz Golan. Na Synaju Izraelczycy uderzyli w przerwę pomiędzy dwiema armiami, które przekroczyły Kanał Sueski (dawną linię przerwania ognia). W wyniku tego egipska Trzecia Armia została odcięta. Manewr ten zmusił Egipt do przyjęcia warunków zawieszenia broni. 

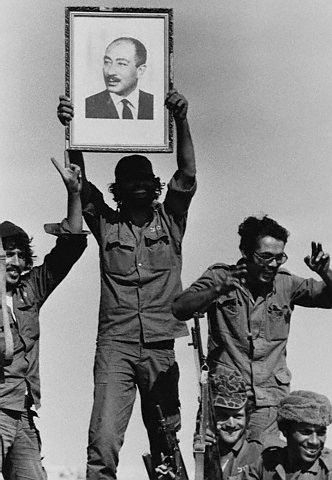
Egipscy żołnierze na froncie wojny Jom Kipur z portretem prezydenta as-Sadata

W lipcu 1977 roku rozegrał się konflikt graniczny między Libią i Egiptem. Relacje między Egiptem a Libią pozostawały szczególnie wrogie po tym gdy w 1976 roku rząd Egiptu stwierdził, że odkrył libijski spisek mający na celu obalenie rządu w Kairze a 26 stycznia 1976 roku wiceprezydent Egiptu Husni Mubarak rozmawiał z ambasadorem USA na temat wykorzystania wewnętrznych problemów Libii przeciwko rządowi Kaddafiego. 22 lipca 1976 roku rząd Libii oficjalnie zagroził zerwaniem stosunków dyplomatycznych z Egiptem. Istnieją dowody, że rząd egipski rozważał wojnę z Libią już w 1974 roku. 28 lutego 1974 roku podczas wizyty amerykańskiego dyplomaty Henry’ego Kissingera w Egipcie prezydent as-Sadat powiedział mu o takim zamiarze i zażądał nacisku wobec rządu Izraela, aby ten nie jego państwa gdy siły zbrojne będą zaangażowane w wojnę z zachodnim sąsiadem. W sierpniu 1976 roku natomiast doszło do wybuchu w biurze na placu Tahrir a egipski rząd obarczył winą za zamach agentów wywiadu Libii. 23 sierpnia został uprowadzony egipski samolot pasażerski. Porywaczami wedle Egipcjan mieli być pracownicy libijskiego wywiadu. W odwecie za oskarżenia rząd Kaddafiego nakazał zamknięcie egipskiego konsulatu. Rząd Libii nie pozostawał dłużny Egiptowi, twierdził on, że odkryto egipską sieć szpiegowską.
W 1978 roku Egipt zakończył spór z Izraelem na pomocy porozumienia zawartego w Camp David.

### Rządy Mubaraka

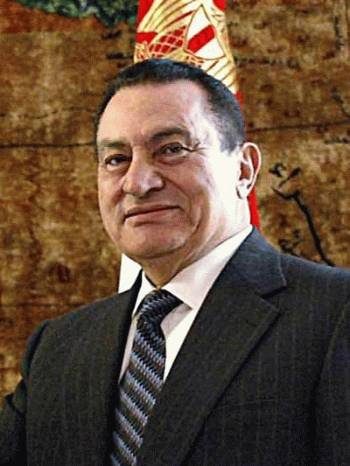
Husni Mubarak w 2003

Po zabójstwie Anwara as-Sadata przez islamskich radykałów niechętnych zbytniej uległości prezydenta wobec Izraela, 6 października 1981 jego następca na urzędzie prezydenckim Husni Mubarak przeprowadził nowe reformy gospodarcze, z których niektóre wpisywały się w założenia infitah (m.in. program prywatyzacyjny). Zrezygnował jednak z politycznej treści polityki poprzednika (zapowiedzi stopniowej demokratyzacji państwa). Mubarak zachował styl rządzenia swojego poprzednika i podstawowe założenia polityki wewnętrznej i zagranicznej.
Jeszcze bardziej liberalne ekonomicznie zmiany wprowadzone przez Mubaraka nie dały spodziewanych efektów. Wzrost PKB był znacznie wolniejszy niż w ostatnich latach rządów as-Sadata, a najważniejsze dochody państwa pochodziły z opłat za korzystanie z Kanału Sueskiego oraz z eksportu ropy naftowej. Załamanie się koniunktury naftowej w 1986 było poważnym ciosem dla krajowej gospodarki. W polityce społecznej Mubarak wycofywał się stopniowo z programów pomocy socjalnej wprowadzonych przez Nasera i częściowo ograniczonych przez Sadata, dążąc do równowagi budżetowej (mimo to w budżecie utrzymywał się deficyt).
Mubarak odmawiając zwiększenia roli religii w życiu politycznym, jednocześnie krytykował niektóre partie opozycyjne za brak przywiązania do islamu, rząd finansował uroczystości religijne, a prezydencka partia wydawała pismo o profilu umiarkowanie muzułmańskim. Pragnąc dać dowód gotowości do dialogu nawet z radykalnymi muzułmanami, w 1987 Mubarak amnestionował kilkuset więźniów skazanych po zamachu na Anwara as-Sadata za przynależność do ekstremistycznych organizacji islamskich.
Wobec utrzymywania się trudności gospodarczych, Mubarak na początku lat 90. rozpoczął szeroko zakrojoną reformę ekonomiczną. W maju 1991 Egipt wymienił listy intencyjne z Międzynarodowym Funduszem Walutowym, a następnie podpisał porozumienie z Bankiem Światowym. W ich następstwie Egipt całkowicie uwolnił ceny, radykalnie zmniejszył wydatki publiczne, sprywatyzował ponad 300 zakładów, zniósł ograniczenia w handlu międzynarodowym. W zamian Bank Światowy zgodził się umorzyć połowę zadłużenia kraju. Rezultatem była poprawa wskaźników makroekonomicznych przy równoczesnym zubożeniu społeczeństwa. Fakt, iż 23% mieszkańców Egiptu żyło w ubóstwie, a połowa obywateli pozostawała w biedzie, sprzyjał destabilizacji społecznej i wzmożeniu się agitacji radykalnych ugrupowań muzułmańskich, które do tej pory zyskiwały sympatyków przede wszystkim na uniwersytetach, nie ciesząc się zbytnią popularnością w skali całego kraju.
W lipcu 1993 Mubarak uzyskał w egipskim parlamencie reelekcję. W referendum jego pozostanie na urzędzie prezydenta poparło 96% głosujących przy niskiej frekwencji. Wbrew nadziejom opozycji, która apelowała do Mubaraka o dalszą demokratyzację systemu władzy, po rozpoczęciu swojej trzeciej kadencji prezydent zapowiedział jedynie „szeroki dialog narodowy”, do którego zaprosił wszystkie partie wyrzekające się terrorystycznych metod działania. W grudniu 1993 na jego apel odpowiedziało pozytywnie dziesięć legalnie działających ugrupowań, jak również półlegalni Bracia Muzułmańscy oraz komuniści. 25 czerwca 1994 rozpoczęła się Konferencja Dialogu Narodowego, zdominowana przez przedstawicieli partii prezydenckiej. Przez to debata o przyszłości państwa została sprowadzona do kwestii walki z terroryzmem i problemów gospodarczych. Na początku lat 90. Mubarak zgadzał się na tworzenie nowych partii politycznych, zakładał jednak, że wzrost ich liczby przyczyni się do rozproszenia sił opozycji.
Po kolejnych wyborach parlamentarnych w 1996 powołany przez Mubaraka rząd Kamala al-Dżanzuriego skupiał się na gospodarczych problemach kraju. Kontynuował także zwalczanie islamskiego fundamentalizmu i terroryzmu. Ponieważ mimo represji wymierzonych w radykalnych muzułmanów ataki terrorystyczne powtarzały się i miały negatywny wpływ na dochody kraju z turystyki, Mubarak w 1997 postanowił wprowadzić szczególne środki, których celem miała być ochrona turystów. Mubarak utrzymywał bardzo dobre stosunki ze Stanami Zjednoczonymi. Kraj ten życzył sobie, by Egipt zachował status regionalnego mocarstwa, które pozytywnie wpływa na relacje na całym Bliskim Wschodzie. W 1999 USA i Egipt podpisały umowę, na mocy której Kair nadal otrzymywał z Waszyngtonu wielomilionową pomoc ekonomiczną oraz 1,3 mld na szkolenie i uzbrojenie sił zbrojnych. W latach 90. XX wieku Mubarak rozpoczął wielkie projekty irygacyjne – doprowadzenie wody z Nilu Kanałem Szajcha Zajida (z największą na świecie stacją pomp Mubarak Pumping Station) do oazy Charga i innych w okolicach jezior Toszka.
W styczniu 2011 roku przeciwko rządom prezydenta Mubaraka i ogólnej sytuacji polityczno-gospodarczej w kraju wybuchły masowe protesty społeczne, które doprowadziły do śmierci ponad 300 osób. W ich wyniku prezydent Mubarak powołał nowy rząd z Ahmadem Szafikiem na czele, mianował Umara Sulajmana na stanowisko wiceprezydenta oraz zadeklarował nieubieganie się o kolejną kadencję w wyborach prezydenckich we wrześniu 2011. Nie spełniło to jednak oczekiwań demonstrujących, których głównym postulatem była natychmiastowa rezygnacja prezydenta. 10 lutego 2011 oku Mubarak poinformował o przekazaniu części uprawnień wiceprezydentowi Sulajmanowi. 11 lutego 2011 roku wiceprezydent ogłosił ustąpienie Mubaraka z urzędu i przejęcie władzy w państwie przez Najwyższą Radę Sił Zbrojnych na czele z ministrem obrony i szefem sił zbrojnych, marszałkiem Muhammadem Husajnem Tantawim.